# Monika Einwaller
Monika Einwaller, geboren als Monika Haselsberger, (* 23. September 1976 in St. Johann in Tirol) ist eine österreichische Sportschützin.

## Leben
Zu Beginn ihrer Karriere konnte sie mit der Armbrust große Erfolge feiern.
So gewann Einwaller in Degersheim SG (Schweiz) EM-Silber im Einzel und Bronze mit dem Team.
2004 holte sie EM-Bronze mit dem Luftgewehr.
Sie nahm an den Olympischen Spielen 2000 und 2004 teil und ist Weltrekordhalterin in der Disziplin Luftgewehr mit 400 von 400 möglichen Ringen.
Einwaller lebt in Scheffau am Wilden Kaiser. Sie ist mit Thomas Einwaller, einem ehemaligen österreichischen FIFA-Schiedsrichter, verheiratet.

## Erfolge

### International
- 1999 1. Weltcup in Atlanta
- 2000 9. Olympische Spiele in Sydney
- 2004 3. Europameisterschaft in Győr
- 2004 400 Ringe und Weltrekord Egalisierung beim Weltcup in Athen
- 2004 6. Weltcup in Mailand
- 2004 9. Olympische Spiele in Athen[2]

### National
- Mehrfache Österreichische Staatsmeisterin

### Regional
- Mehrfache Tiroler Meisterin[3]